# Клайнбунденбах
Клайнбунденбах (нем. Kleinbundenbach) — населённый пункт и Община (ортсгемайнде) в Германии, в земле Рейнланд-Пфальц.
Входит в состав района Юго-западный Пфальц. Подчиняется управлению Цвайбрюккен-Ланд. Население составляет 440 человек (на 31 декабря 2010 года). Занимает площадь 5,00 км².